# Arrancada (Febres)
Arrancada é uma região da freguesia de Febres, Município de Cantanhede. Foi outrora vila e sede de concelho, chamando-se então Póvoa da Arrancada.

## História
Havia sido desanexado do concelho de Monte Arcado, na freguesia de Santo António de Covões. Conforme documentos da época, foi criado a 3 de Março de 1792 “por ser este de grande extensão, compreender muitos habitantes e não poder fazer-se nele boa administração”.
O concelho era constituido pelos lugares de Sanguinheira de Cima, Sanguinheira de Baixo, Marco da Sanguinheira (hoje apenas Sanguinheira), Escumalha (hoje Vilamar), Corgos, Sobreirinho, Cabêços de Balsas, Balsas, Forno Branco, Lagoas, Fontaínha de Cima, Fontaínha de Baixo (hoje Fontinha), Pedreira, Carvalheira, Fonte Errada, Montinho, Serredade, Corticeiro Grande (hoje Corticeiro de Cima), Corticeiro Pequeno (hoje Corticeiro de Baixo), e também o Casal da Gândara (hoje Gândara no Concelho de Vagos), e Arneiro da Carreira (hoje Carapelhos).
Foi suprimido em 1835, como muitos outros concelhos durante o liberalismo. A freguesia que lhe pertencia, ou seja Febres, acabou por ser integrada no município de Cantanhede.